# Osie
Osie – wieś kociewska w Polsce położona w województwie kujawsko-pomorskim, w powiecie świeckim, w gminie Osie przy trasie linii kolejowej Laskowice Pomorskie-Szlachta-Czersk. Wieś jest siedzibą Wdeckiego Parku Krajobrazowego. Miejscowość jest siedzibą gminy Osie oraz przedsiębiorstwa przemysłu mięsnego Sokołów.
W latach 1975–1998 miejscowość administracyjnie należała do województwa bydgoskiego.
W 2022 upubliczniono informację o odnalezieniu w 2017 w rejonie miejscowości porośniętych lasem pozostałości po osadzie Gotów z IV w. n.e. o dobrze zachowanym układzie przestrzennym.

## Obiekty zabytkowe
W Osiu usytuowany jest zabytkowy, bezstylowy, kościół parafialny pod wezwaniem Podwyższenia Krzyża Świętego. Został zbudowany jako szachulcowy w 1821 r., z dobudowanym w 1901 r. w stylu neogotyckim prezbiterium, a w latach 1921-1923 całkowicie przebudowany. Neobarokowa wieża pochodzi z l. 30 XX wieku. Zlokalizowany jest tu cmentarz parafialny, katolicki założony w XIX w., spichlerz murowano-drewniany z końca XIX w. oraz nieczynny cmentarz ewangelicki

## Instytucje użyteczności publicznej
W miejscowości są usytuowane m.in.:

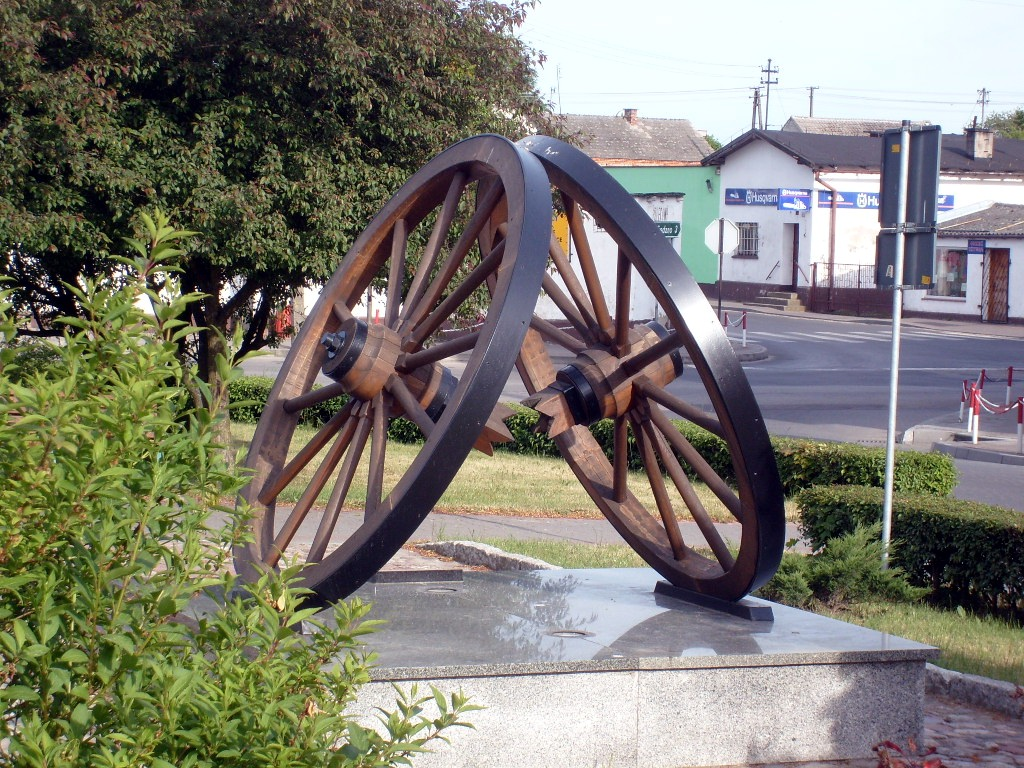
Symbol Osia

- Zespół Szkół składający się ze szkoły podstawowej mieści się u dwóch obiektach z początku XX w. – przy ul. Szkolnej 8 oraz przy ul. Semraua 44
- SPZOZ Gminna Przychodnia
- Gminna Biblioteka Publiczna
- Posterunek Policji przy ul. Dworcowej 11
- siedziba Nadleśnictwa Osie
- Ochotnicza Straż Pożarna
- hydrofornia - ujęcie wody pitnej
- stacja kolejowa.

## Pomniki przyrody
W obrębie wsi zlokalizowane są pomniki przyrody:
- dębowa aleja przydrożna przy drodze Osie-Żur o obwodach od 150 do 337 cm[8]
- 2 lipy drobnolistne o obwodach 330 i 340 cm przy drodze dojazdowej do Rolniczo-Handlowej Spółdzielni Produkcyjnej
- dąb szypułkowy o obwodzie 425 cm na cmentarzu katolickim[8]
- lipowa aleja przydrożna przy posterunku policji składająca się z 19 lip drobnolistnych i klonu zwyczajnego[9]
- lipa drobnolistna i głaz narzutowy odpowiednio o obwodach 270 i 470 cm przy siedzibie Nadleśnictwa Osie[10].

## Sołectwo Osie
- Osie: 2379 mieszkańców
- Wybudowanie pod Starogard: 126 mieszkańców
- Wybudowanie pod Nowe: 81 mieszkańców
- Wybudowanie pod Jaszcz: 68 mieszkańców
- Wybudowanie pod Miedzno: 29 mieszkańców
- Oski Piec: 19 mieszkańców
- Starnie: 16 mieszkańców
- Leśniczówka Dębowiec: 6 mieszkańców
- Leśniczówka Sobiny: 2 mieszkańców
- Grzybek: 4 mieszkańców
- Swatno

## Wspólnoty wyznaniowe
- Kościół rzymskokatolicki:
  - parafia Podwyższenia Krzyża Świętego (kościół Podwyższenia Krzyża Świętego)
- Świadkowie Jehowy:
  - zbór Osie, Sala Królestwa[11].